# Inkscape
Inkscape je svobodný a otevřený editor vektorové grafiky. Tento editor lze použít k vytváření nebo úpravě vektorové grafiky, jakou jsou ilustrace, diagramy, perokresby, grafy, loga, ale i složité obrazy. Výchozím vektorovým grafickým formátem Inkscape je SVG; lze však importovat a exportovat z a do mnoha dalších formátů. Je dostupný pro operační systémy Linux, Microsoft Windows, MacOS a další.
Inkscape dokáže vykreslit základní vektorové tvary (např. obdélníky, elipsy, polygony, oblouky, spirály, hvězdy a třírozměrné kvádry) a text. Tyto objekty se dají vyplnit plnými barvami, vzory, radiálními nebo lineárními barevnými přechody a jejich okraje se dají případně vyhladit, vždy s nastavitelnou průhledností. Program podporuje také vkládání a volitelné trasování rastrové grafiky, což umožňuje v editoru vytvářet vektorovou grafiku z fotografií a dalších rastrových zdrojů. Vytvořené tvary lze dále transformovat, například posouvat, rotovat, změnit měřítko a zkosit. Přeložen je do 90 jazyků.

## Dějiny
Práce na Inkscape začala v roce 2003 jako alternativní verze (fork) projektu Sodipodi. Sodipodi, vyvíjený od roku 1999, byl sám založen na programu Gillu (GNOME Illustration Application) Rapha Leviena.
Podle informací od samotného Inkscape se slovo Inkscape vysvětluje jako složenina anglických slov ink (inkoust) a scape (stvol).
Alternativní verzi programu vedli čtyři bývalí vývojáři ze Sodipodi (Ted Gould, Bryce Harrington, Nathan Hurst a MenTaLguY ); jako důvody pro odvětvení identifikovaly rozdíly v cílech projektu, otevřenost vůči příspěvkům třetích stran a technické neshody. Uvedli, že se v Inkscape zaměří na vývoj implementace kompletního standardu SVG, zatímco vývoj Sodipodi zdůraznil vývoj editoru vektorové grafiky pro obecné účely, možná na úkor SVG.
Po rozvětvení vývojáři Inkscape výrazně změnili systém: přešli od programovací jazyka z C na C++ ; přijali vazby C++ z GTK + (dříve GIMP Toolkit) (gtkmm); přepracovali jeho uživatelské rozhraní a přidali řadu nových funkcí. Zejména v implementaci standardu SVG v Inkscape, i když v neúplné, se ukázalo postupné zlepšování.
Od roku 2005 se Inkscape účastní programu Google Summer of Code.
Až do konce listopadu 2007 byl zdrojový kód Inkscape hostován u společnosti SourceForge. Poté se přestěhoval do Launchpadu. V červnu 2017 se přestěhoval na GitLab.

## Funkce
Základní nástroje v Inkscape jsou: 

Inkscape verze 0.48.2, zobrazující obdélník (vybraný pomocí nástroje pro výběr), elipsu, hvězdu a dva textové objekty

- Nástroj obdélníky a čtverce: vytváří obdélníky a čtverce, rohy čtverců a obdélníků lze zaoblit.
- Nástroj tvorba kvádrů : vytváří třírozměrné útvary, které mají nastavitelné perspektivy XYZ a konfigurovatelné hodnoty pro úběžníky. 3R pole jsou ve skutečnosti skupiny cest a po zrušení seskupení je lze dále upravovat.
- Nástroj kruhů, elips a oblouků: kruhy a elipsy lze transformovat na oblouky (např. otevřený půlkruh) a segmenty (např. uzavřený půlkruh).
- Nástroj hvězdy a mnohoúhelníky: K napodobení spirografu lze vytvořit vícebodové (3 až 1 024 bodů) hvězdy se dvěma ovládacími úchyty (základní a špičkový). Mnohoúhelník s jedním ovládacím (základním) úchytem lze použít k vytváření položek na základě počtu šestiúhelníků, pětiúhelníků atd.
- Nástroj tvorba spirál: vytváří spirály, které mají konfigurovatelný počet otáček (obrátek), rozdílnost (hustota / rozprostření vnějších závitů), vnitřní poloměr (vytažení ze středu)
- Nástroj tužka (cesty): který umožňuje kreslení čar od ruky.
- Kresba béziérových křivek: vytváří Bézierovu křivku uzel po uzlu nebo úsečky na stejné cestě.
- Kaligrafický nástroj (vesty): vytváří kaligrafické či štětcové tahy od ruky, nástroj může volitelně používat údaje o tlaku a náklonu z grafického tabletu.
- Textový nástroj: vytváří texty, které lze použít některý z operačních systémů (OS) osnovy a Unicode fontů, včetně podpory psaní zprava doleva. Jsou implementovány nástroje převod textu na cesty, normální, tučné, kurzíva, zúžené a rozšířené písmo, zarovnání (vlevo, vpravo, na střed, do bloku), horní index, dolní index, vertikální a horizontální text. Všechny textové objekty lze transformovat pomocí řádkování (rozestupy mezi účařími), prostrkávání písmen, mezislovních mezer, vodorovného párování znaků, svislého posunutí a otočení znaků buď ručně, nebo prostřednictvím přednastavené nabídky. Text může být umístěn podél cesty (text i cesta zůstávají upravitelné), může proudit do kontrolovaného tvaru nebo  lze zkontrolovat pravopis textu. K verzi 0.91 nejsou k dispozici odrážkové seznamy, číslované seznamy, odsazení a podtržený text.
- Nástroj nástřik objektů: vytváří kopie nebo klony jedné nebo několika položek, vyberte položku (položky), poté na položku nástřik klikněte na plátno, pohněte myší nebo posouvejte kolečkem myši.
- Nástroj vyplnění prostoru: vyplní ohraničenou oblast daného objektu (vektoru). Nástroj vyplnění prostoru funguje spíše opticky než geometricky, zaplňuje veškerý prázdný prostor, který může obsáhnout, a může pomoci s trasováním obrazu.
- Nástroj diagramové spojky: vytváří propojené cesty založené na objektech, často se používá ve vývojových diagramech, diagramech nebo schématech.

Navíc existují další specializované nástroje: 
- Rastrová grafika : Inkscape podporuje export bitmapových obrázků (jako PNG obrázek) celé kresby (všechny objekty), aktuálního výběru, objektů uvnitř obrysu stránky a vlastní souřadnice. Importuje bitmapové obrázky, volba  Soubor> Import umožňuje uživateli vybrat buď „vložit“, nebo „propojit“ obrázek do souboru. Vkládání obrázků do Inkscape automaticky vkládá obrázky do souboru. Inkscape podporuje import a vkládání PNG, JPEG a BMP. Inkscape podporuje trasování obrazu, aneb proces získání vektorové grafiky z rastrových zdrojů.
- Klony : klony jsou podřízené objekty původního nadřazeného objektu (objektů), které mohou mít jiné transformace než transformace rodičovského objektu. Klony lze vytvořit pomocí kopií, nástroje nástřik nebo rozhraní nabídky. Transformace zahrnují; velikost, poloha, rotace, rozostření, neprůhlednost, barva a symetrie (rozložení). Klony se okamžitě aktualizují, kdykoli se změní nadřazený objekt.
- Vykreslení> Rozšíření> Vykreslení (nabídka) vykreslí objekty na plátno. Mezi příklady vykreslování patří čárové kódy, kalendáře, mřížky, ozubená kola, spirografy, koule a další.
- Symboly> Objekty> Symboly (z nabídky) umožňují kopírovat a vkládat symboly z editovaného dokumentu a z knihoven symbolů, což je funkce ve verzi 0.91.[13]

### Formáty souborů
Výchozím formátem v Inkscape je SVG verze 1.1, což znamená, že může vytvářet a upravovat se schopnostmi a v mezích tohoto formátu. Jakýkoli jiný formát musí být buď importován (převeden do SVG) nebo exportován (převeden z SVG). Formát SVG používá interně kaskádové styly (CSS). Implementace standardů SVG a CSS v Inkscape je neúplná. Zejména nativně nepodporuje vektorovou animaci. Inkscape má vícejazyčnou podporu, zejména u složitých skriptů. 
Inkscape dokáže nativně (ve výchozím nastavení) importovat následující formáty: 
- Kresba Adobe Illustrator (AI)
- CorelDRAW (CDR)
- Microsoft Visio Drawing (VSD)
- Portable Document Format (PDF)
- SVG Zip (SVGZ)
- Rastrové formáty: 
  - JPEG
  - PNG
  - GIF
  - BMP

S pomocí rozšíření lze importovat následující formáty: 
- CMG pomocí UniConvertoru
- Dia
- Encapsulated Postscript (EPS) pomocí programu Ghostscript
- PostScript (PS) pomocí Ghostscriptu
- sK1  (pomocí UniConvertoru)
- Sketch
- Software Xfig (FIG)

Inkscape dokáže ve výchozím nastavení  exportovat do následujících formátů: 
- Zapouzdřený PostScript (EPS)
- Flash XML Graphics (FXG)
- Grafický jazyk Hewlett-Packard (HPGL)
- Prveky plátna HTML5
- LaTeX (TeX)
- PDF
- PostScript (PS) (úroveň 3 od verze 0.92)
- POV-Ray (POV)
- Synfig (SIF)
- Rozšiřitelný značkovací jazyk aplikace (XAML)

### Další funkce
- XML Editor pro přímou manipulaci se strukturou SVG XML
- Úpravy rámce popisu zdrojů (RDF), informačního modelu metadat World Wide Web Consortium (W3C)
- Rozhraní příkazové řádky, ukazuje funkce převodu formátu a plnohodnotné skripty GUI
- Rozhraní přeloženo do více než 90 jazyků[1]
- Rozšiřitelný na nové formáty souborů, efekty a další funkce
- Matematické diagramy s různými způsoby použití LaTeXu[15]
- Experimentální podpora skriptování
- lib2Geom je nyní také externě použitelný. (2Geom je knihovna výpočetní geometrie, původně vyvinutá pro Inkscape. I když je vyvíjena pro Inkscape, jedná se o knihovnu, kterou lze použít z jakékoli aplikace. Poskytuje podporu základní geometrické algebry, cesty, zkreslení, booleovské operace, vykreslování implicitních funkcí, nejednotné racionální B-spline (NURBS) a další. 2Geom je bezplatný software vydaný pod LGPL 2.1 nebo MPL 1.1.)[16][17]

## Podpora platformy
Nejnovější verze Inkscape je k dispozici pro platformy Ubuntu, OpenSUSE, Fedora, Debian a další hlavní linuxové distribuce, Microsoft Windows a macOS. Jsou k dispozici 32bitová i 64bitová verze pro počítače se systémem Windows. 
Inkscape pro macOS typicky běží na XQuartz, i když základní GTK + nástrojová sada může být sestavena tak, aby se nativně spouštěl Quartz.
Pro všechny hlavní linuxové distribuce je balen s GTK+ verze 2.20+. Podpora Wacom Tablet pro GTK + 3 je v obnoveném projektu. Hlavními problémy při případné přechodu na GTK+ 3 je nepřítomnost skutečné podpory v operačním systému Windows a některé těžké problémy při přechodu na verzi 3. 

## Galerie vytvořená programem Inkscape

Plán katedrály
Herní konzole
Mapa Itálie v roce 1796.
Květinová kresba v Inkscape
Jednoduchý úsměv
Kresba manga  vytvořená v Inkscape
Porovnání rastru s vektorem
Struktura hydrochloridu 6-acetyldihydromorfinu, Cas 63715-94-6.